# ジェームズ・ハナ
ジェームズ・ハナ（James Hanna、1989年7月14日- ）はオハイオ州レイクウッド出身の元アメリカンフットボール選手。NFLのダラス・カウボーイズに所属していた。現役時代のポジションはタイトエンド。

## 経歴
6歳の時に母親が再婚、義理の父親はダラス・カウボーイズとオクラホマ大学の大ファンであり、ディオン・サンダースがハナのあこがれであったテキサス州フラワーマウンドの高校からオクラホマ大学に進学、1年次の2008年は控えタイトエンド及びスペシャルチームでプレーした。2年次の2009年には先発2試合を含む12試合に出場した。3年次の2010年には18回のレシーブで7TDをあげて、ビッグ12カンファレンスのオールチームに選ばれた。4年次の2011年には25回のレシーブで363ヤードを獲得、2TDをあげて、カンファレンスのセカンドチームに選ばれた。
NFLスカウティング・コンバインの40ヤード走ではタイトエンドの中で最速の4秒49を記録した。
2012年のNFLドラフト6巡でダラス・カウボーイズに指名された。同年のピッツバーグ・スティーラーズ戦では45ヤードを獲得した。